# Lorraine Moller
Lorraine Mary Moller (poročena  Daws in Smith), novozelandska atletinja, * 1. junij 1955, Putaruru, Nova Zelandija.
Nastopila je na poletnih olimpijskih igrah v letih 1984, 1988, 1992 in 1996, leta 1992 je osvojila bronasto medaljo v maratonu, leta 1984 pa peto mesto. Na igrah Skupnosti narodov je osvojila srebrno medaljo v isti disciplini ter bronasti medalji v teku na 1500 m in 3000 m. Trikrat je osvojila Osaški maraton ter po enkrat Bostonski maraton in Pariški maraton.